# Pro A (tenis stołowy)
PRO A – najwyższa klasa rozgrywek tenisa stołowego we Francji, będąca jednocześnie najwyższym szczeblem centralnym (I poziom ligowy). Jej triumfator zostaje mistrzem Francji, zaś najsłabsze drużyny są relegowane do PRO B (II ligi francuskiej).

## Mistrzowie PRO A (mężczyźni)
- 2018/2019: Morez Haut-Jura
- 2017/2018: SS La Romagne
- 2016/2017: Chartres ASTT
- 2015/2016: AS Pontoise-Cergy TT
- 2014/2015: AS Pontoise-Cergy TT
- 2013/2014: Chartres ASTT
- 2012/2013: Chartres ASTT
- 2011/2012: Chartres ASTT
- 2010/2011: Levallois SCTT
- 2009/2010: Levallois SCTT
- 2008/2009: G.V. Hennebont
- 2007/2008: Levallois SCTT
- 2006/2007: G.V. Hennebont
- 2005/2006: G.V. Hennebont
- 2004/2005: G.V. Hennebont
- 2003/2004: Elan Nevers Nièvre TT
- 2002/2003: Elan Nevers Nièvre TT
- 2001/2002: Elan Nevers Nièvre TT
- 2000/2001: Levallois SCTT
- 1999/2000: Levallois SCTT
- 1998/1999: Levallois SCTT
- 1997/1998: Levallois SCTT
- 1996/1997: Levallois SCTT
- 1995/1996: Levallois SCTT
- 1994/1995: Levallois SCTT
- 1993/1994: Levallois SCTT
- 1992/1993: Levallois SCTT
- 1991/1992: Levallois SCTT
- 1990/1991: Levallois SCTT
- 1989/1990: Levallois SCTT
- 1988/1989: Levallois SCTT
- 1987/1988: Levallois SCTT
- 1986/1987: Trinité Nice
- 1985/1986: Trinité Nice
- 1984/1985: AS Messine Paris
- 1983/1984: US Kremlin Bicêtre
- 1982/1983: US Kremlin Bicêtre
- 1981/1982: AS Messine Paris